# Stadio Antōnīs Papadopoulos
Lo stadio Antōnīs Papadopoulos è un impianto per il calcio situato a Larnaca (Cipro). Assieme allo stadio GSE ospita le gare interne dell'Anorthōsis.